# 扣押幸福
是一部2015年朗·尼斯瓦納擔任編劇並由彼得·蘇列特導演的美國戲劇電影。參與演出的演員有茱莉安·摩爾，艾略特·佩吉，史提夫·加維，路克·葛萊姆斯和麥可·珊農，本片於2014年10月在紐約開始拍攝。本片是基於一部2007年紀錄短片《保險被拒》所改編，敘述紐澤西女警探蘿拉向當局爭取權利，讓她在被確診為癌症晚期後，能夠將退休金轉移到她的同性伴侶史黛西身上。本片包含一首由麥莉·希拉演唱的《Hands of Love》。

## 情節
本片故事改編自真人真事。蘿拉·赫斯達（Laurel Hester）是紐澤西州海洋縣一位資歷逾20年的警察，也是一位女同性戀者。20世紀00年代初的時候認識她未來的女友史黛西·安特莉（Stacie Andree），兩人共賦同居沒有幾年，蘿拉於2005年被診斷罹患末期癌症，為了能夠爭取將自己的撫恤金留給無法和她結婚的女友，他們勇敢用最後的日子向政府抗爭，不斷透過向縣委會（Board of Chosen Freeholders）呼籲爭取，以確保退休金能轉移到史黛西身上，並獲得許多支持。蘿拉在2月時終究不敵病魔去世。

## 演員
- 茱莉安·摩爾 飾演 蘿拉·赫斯達，被診斷患上癌症晚期的新澤西州女警探[6]
- 艾略特·佩吉 飾演 史黛西·安特莉（Stacie Andree），汽車修理工、蘿拉的女友[7]
- 麥可·珊農 飾演 丹（Dane Wells）， 蘿拉的警探夥伴
- 史提夫·卡爾 飾演 史蒂文·戈德斯坦（英语：Steven Goldstein (activist)）（Steven Goldstein），平權組織「花園州平等」（Garden State Equality）的創始人及時任主席[4]
- 路克·葛萊姆斯（Luke Grimes） 飾演 托德（Todd Belkin），蘿拉的同志同事[8]
- 喬西·查爾斯 飾演 布萊恩（Bryan Kelder），紐澤西州海洋縣縣委會會員及律師
- 瑪莉·比爾德松（英语：Mary Birdsong） 飾演 卡羅爾（Carol Andree），史黛西的母親
- Kelly Deadmon 飾演 琳達（Lynda Hester D'Orio），蘿拉的妹妹
- 加布里埃爾·盧納（英语：Gabriel Luna） 飾演 克薩達（Quesada）

## 外部連結
- 互联网电影数据库（IMDb）上《Freeheld》的资料（英文）
- Box Office Mojo上《Freeheld》的資料（英文）
- 爛番茄上《Freeheld》的資料（英文）
- Metacritic上《Freeheld》的資料（英文）